# Skúvoy (gmina)
Skúvoy (far. Skúvoyar kommuna) – jedna z trzydziestu gmin na Wyspach Owczych, terytorium zależnym Królestwa Danii położonym na Morzu Norweskim. Nie graniczy bezpośrednio z żadną jednostką administracyjną, a siedzibą jej władz jest Skúvoy.
Skúvoyar kommuna obejmuje dwie wyspy - Skúvoy oraz Stóra Dímun. Zajmuje powierzchnię 12,5 km².
Według danych na 1 stycznia 2014 roku zamieszkują ją 44 osoby.

## Historia
Od 1872 roku tereny gminy wchodziły w skład Sandoyar Prestagjalds kommuna. 51 lat później Stóra Dímun została wyłączona z parafii Sandoy i włączona do parafii Skúvoy, co miało znaczenie dla późniejszego podziału administracyjnego Wysp Owczych. W 1930 roku gmina Skúvoy (początkowo zwana Skúvoyar Dímunar kommuna) została wydzielona w wyniku rozpadu gminy Sandoy.

## Populacja
Gmina jest obecnie zamieszkiwana przez 44 osoby. Współczynnik feminizacji wynosi niewiele powyżej 57 (na 28 mężczyzn przypada 16 kobiet). Jest to społeczeństwo starzejące się: osoby powyżej sześćdziesiątego roku życia stanowią prawie 30% społeczeństwa, podczas gdy ludzie młodsi niż lat 20 niewiele ponad 11%. Największą grupą w przedziałach dziesięcioletnich są osoby w wieku 50-59 lat (25,00%).
Ogólnodostępne dane dotyczące populacji gminy Skúvoy liczone są od roku 1960. Liczba mieszkańców wynosiła wtedy 143 osoby i malała, głównie w wyniku izolacji gminy (139 osób w 1966, 129 w 1970 i 94 w 1983) do 90 osób w 1985. Wówczas nastąpił okres powolnego, krótkotrwałego wzrostu populacji, do 93 ludzi w 1995 roku, a następnie szybki jej spadek, trwający do dziś. Szczególnie widoczny był w latach 2000–2005, kiedy z 85 liczba mieszkańców zmniejszyła się do 62.

## Polityka
W 2012 roku odbyły się wybory samorządowe na Wyspach Owczych, które objęły także gminę Skúvoyar kommuna. W ich wyniku burmistrzem gminy został Harry Jensen z Partii Ludowej. Wyniki wyborów parlamentarnych przedstawiały się następująco:
| Lista | Nazwa partii                   | Głosy | Procent | Mandaty | Mandaty |
| ----- | ------------------------------ | ----- | ------- | ------- | ------- |
| A     | Partia Ludowa (Fólkaflokkurin) | 38    | 100     | 3       | +3      |
|       | Suma                           | 38    | 100     | 3       | 0       |

| Lista A        | Lista A              | Lista A        |
| Fólkaflokkurin | Fólkaflokkurin       | Fólkaflokkurin |
| Nr             | Kandydat             | Głosy          |
| -------------- | -------------------- | -------------- |
| 1.             | Tummas Frank Joensen | 9              |
| 2.             | Jørgin Olaf Høgnesen | 2              |
| 3.             | Inga Tórarenni       | 8              |
| 4.             | Harry Jensen         | 16             |
| 5.             | Anna Thomsen         | 1              |
|                | Lista                | 2              |

Frekwencja wyniosła 88,37% (z 43 uprawnionych z prawa do głosowania skorzystało 38 osób). Nie oddano kart wypełnionych błędnie ani pustych. W poprzednich wyborach kandydaci nie startowali z list żadnej partii, a w roku 2012 wszyscy zostali wystawieni przez Fólkaflokkurin.

## Miejscowości wchodzące w skład gminy Skúvoy
| Miejscowość | Liczba mieszkańców (01.01.2014) | Krótki opis | Zdjęcie                                              |
| ----------- | ------------------------------- | --- | ---------------------------------------------------- |
| Dímun       | 9                               | Jedyna miejscowość na wyspie Stóra Dímun. Według sag islandzkich osadnictwo było tram prowadzone już w czasach wikińskich. Znajduje się tam jedno gospodarstwo rolne. | Zabudowania Dímun, w tle widoczna wyspa Lítla Dímun. |
| Skúvoy      | 35                              | Jedyna miejscowość na wyspie Skúvoy. Znajduje się tam kościół pochodzący z roku 1937, jednak wcześniej w miejscowości tej powstawało wiele podobnych budynków – pierwszy miał być wzniesiony w roku 999 przez Sigmundura Brestissona. Znajduje się tam również grób uważany za miejsce pochówku wspomnianego Sigmundura Brestissona, który wprowadził chrześcijaństwo, jako religię obowiązującą na Wyspach Owczych. | Skúvoy w roku 2013.                                  |